# Clonmel

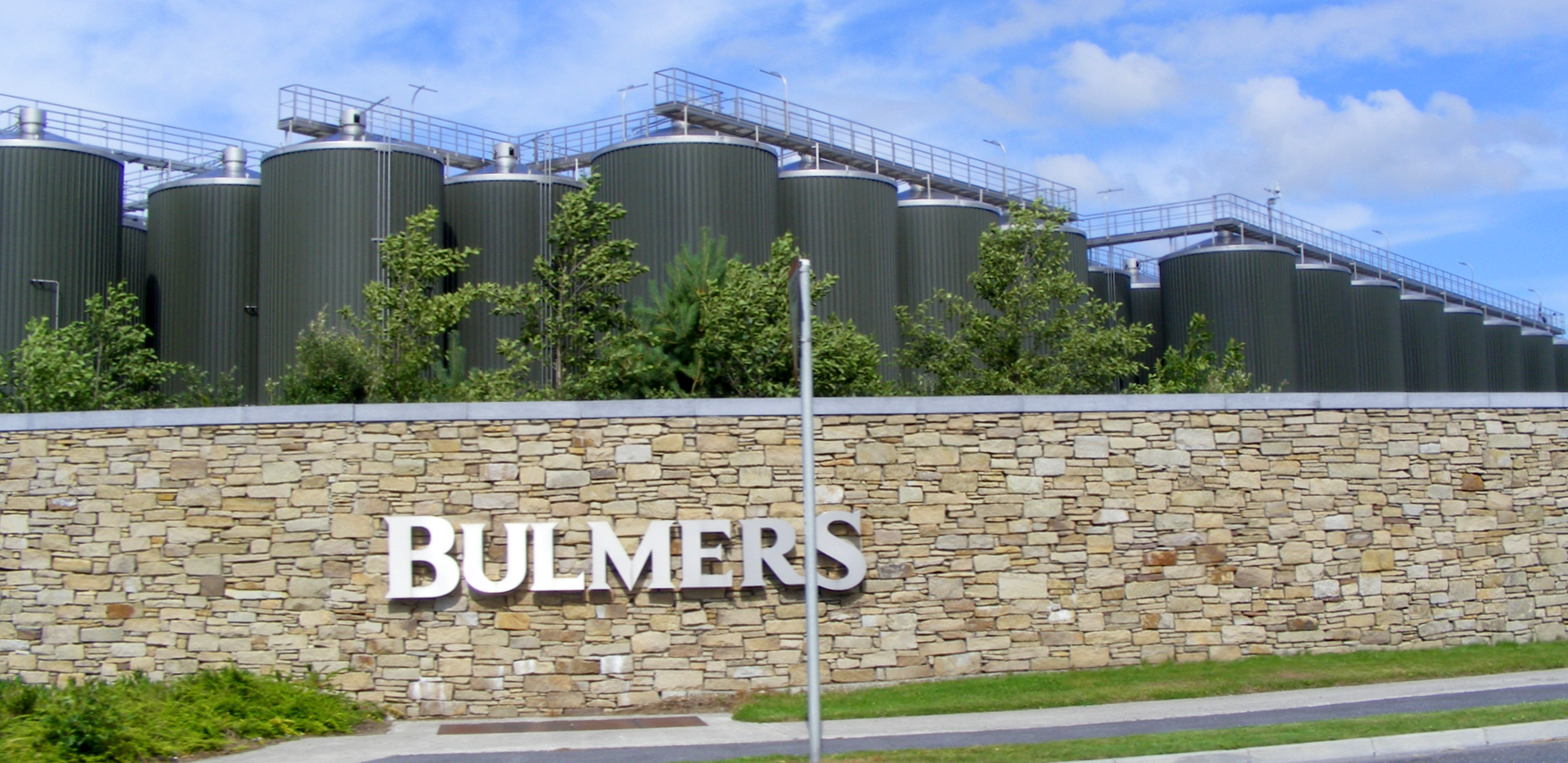
Lo stabilimento Bulmers per la produzione di sidro

Clonmel (forma anglicizzata) o Cluain Meala (in irlandese, lett. "prati di miele") è una cittadina della contea di Tipperary, più precisamente county town del South Tipperary, contea moderna della Repubblica d'Irlanda. La città é gemellata con il comune italiano di Costa Masnaga.
È una cittadina di discrete dimensioni, situata sul fiume Suir tra i monti Comeragh a sud e gli Slievenamon a est.
Fondata in tempi medievali, fu assediata da Oliver Cromwell nel 1650. Clonmel è da sempre una cittadina dedita al commercio. Inoltre Clonmel è ricordata per aver dato i natali a Laurence Sterne il 24 novembre 1713.
In anni recenti a Clonmel si sono stabilite varie multinazionali, in particolare operanti nel settore biomedico. A un paio di km dalla città è inoltre presente un grosso stabilimento utilizzato dalla ditta Bulmers per la produzione del sidro; gli estesi frutteti che lo riforniscono sono chiaramente visibili entrando a Clonmel da quella direzione.